# Solomon (Kansas)
Solomon – miasto w Stanach Zjednoczonych, w stanie Kansas, w hrabstwie Dickinson, położone nad rzeką Solomon, nieopodal jej ujścia do Smoky Hill.